# Kiran Rao
Kiran Rao, nata Janumpally (Hyderabad, 7 novembre 1973), è una produttrice cinematografica, regista e sceneggiatrice indiana che lavora nel cinema hindi.
Nel 2016 Rao ha co-fondato la Paani Foundation, un'organizzazione senza scopo di lucro che lavora per combattere la siccità nel Maharashtra. È membro del consiglio della Mumbai Academy of the Moving Image.

## Biografia
Kiran Rao è nata in una famiglia telugu-bengalese ed è cresciuta a Calcutta. Nel 1992 i suoi genitori decisero di lasciare la città per trasferirsi a Mumbai. Si è laureata in scienze alimentari al Sophia College for Women nel 1995. Successivamente ha frequentato il corso Social Communications Media al Sophia Polytechnic, ma dopo due mesi ha abbandonato ed è partita per Delhi dove ha conseguito il master presso l'AJK Mass Communication Research Center presso la Jamia Millia Islamia .
L'attrice Aditi Rao Hydari è la cugina di primo grado di Rao. Il nonno paterno di Rao e materno di Hydari, Janumpally Nageshhwer Rao, era il Raja di Wanaparthy, una vasta tenuta sotto il Nizam dello Stato di Hyderabad. Wanaparthy è ora un distretto di Telangana.

## Carriera
Rao ha iniziato la sua carriera come assistente alla regia nel film epico Lagaan - C'era una volta in India diretto da Ashutosh Gowariker, del quale è stata assistente anche nel film Una luce dal passato. Lagaan è stato candidato ai Premi Oscar 2002 nella categoria miglior film in lingua straniera. Aamir Khan ha prodotto e interpretato questo film. Prima di Lagaan, Rao ha interpretato un piccolo ruolo in Dil Chahta Hai. Ha lavorato anche come seconda assistente alla regia con la candidata all'Oscar Mira Nair nel film indipendente Monsoon Wedding - Matrimonio indiano.
Ha sceneggiato e diretto il film Dhobi Ghat uscito nel gennaio 2011 per la Aamir Khan Productions. 
Kiran Rao è stata nominata presidente del Mumbai Film Festival - MAMI nel 2015. Ha anche cantato una canzone in marathi "Toofan Aalaya", l'inno della "Coppa dell'acqua di Satyamev Jayate".

## Vita privata
Rao ha sposato l'attore Aamir Khan nel dicembre 2005, dopo che quest'ultimo ha divorziato dalla prima moglie Reena Dutta nel 2002. Si sono incontrati sul set di Lagaan. Vivevano a Bandra, un sobborgo di Mumbai. La coppia ha un figlio, Azad Rao Khan, nato nel dicembre 2011 (attraverso una madre surrogata), nome ispirato a Abul Kalam Azad.
Il 3 luglio 2021 Kiran Rao e Aamir Khan hanno annunciato la loro decisione di divorziare dopo 15 anni di matrimonio tramite una dichiarazione congiunta in cui ringraziavano la famiglia e gli amici per il loro continuo sostegno. Hanno inoltre dichiarato che avrebbero continuato a crescere il figlio come co-genitori.

## Filmografia

### Regista
| Anno | Titolo          | Note |
| ---- | --------------- | ---- |
| 2011 | Dhobi Ghat      |      |
| 2024 | Laapataa Ladies |      |

### Produttrice
| Anno | Titolo                  | Note                         |
| ---- | ----------------------- | ---------------------------- |
| 2008 | Jaane Tu... Ya Jaane Na | produttrice associata        |
| 2010 | Peepli Live             |                              |
| 2011 | Dhobi Ghat              |                              |
| 2011 | Delhi Belly             |                              |
| 2012 | Talaash                 |                              |
| 2016 | Dangal                  |                              |
| 2017 | Secret Superstar        |                              |
| 2019 | Rubaru Roshni           | film documentario televisivo |
| 2022 | Laal Singh Chaddha      |                              |